# Origen del topónimo Palestina

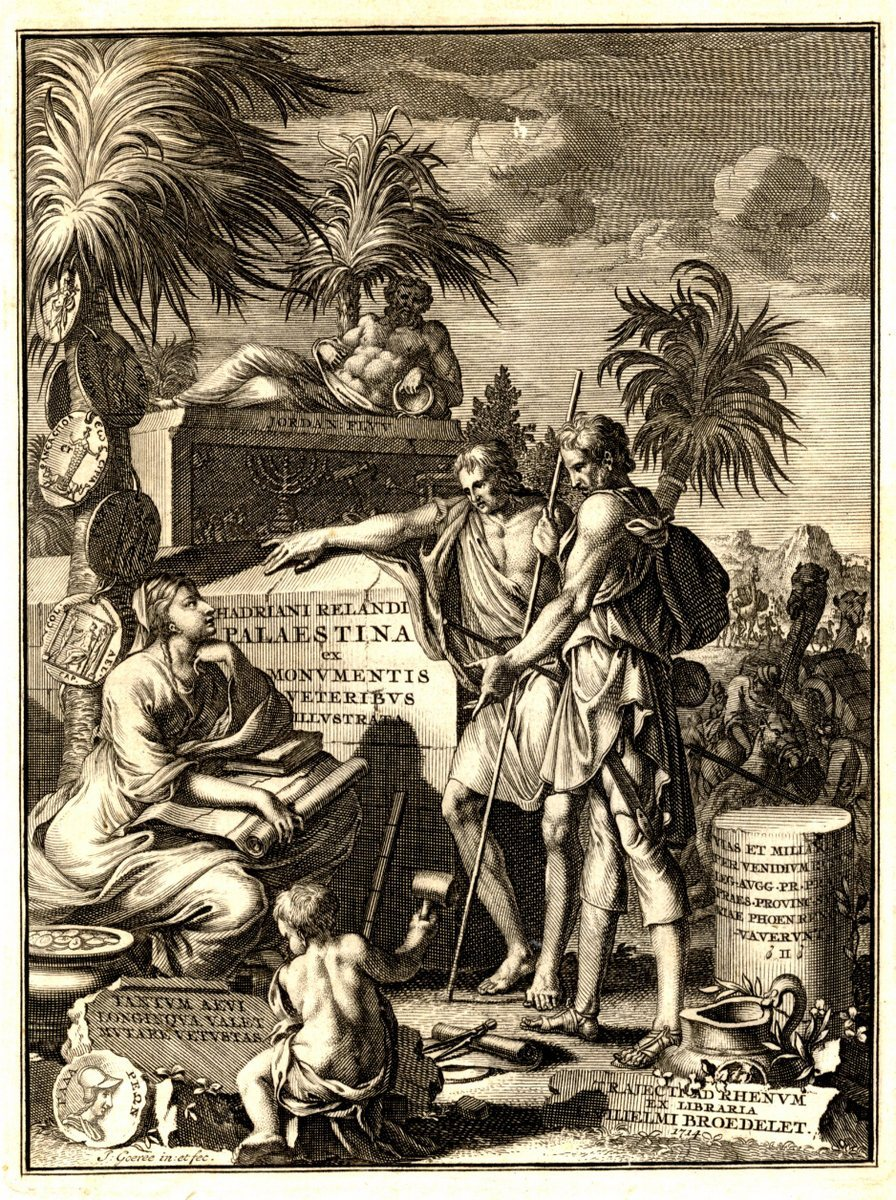
Palaestina ex Monumentis Veteribus Illustrata (Monumentos Antiguos de Palestina Ilustrados) de Adriaan Reland, 1712. Contiene una descripción temprana y una cronología de las referencias históricas al nombre "Palestina".

Este artículo presenta una lista de referencias históricas notables sobre el término Palestina como topónimo de la región de Palestina y del amplio Medio Oriente en Asia occidental a lo largo de la historia. También, incluye su contraparte en otras lenguas, tales como el árabe Filasṭīn y el latín Palaestina .
El término "Peleset" (transcrito de los jeroglíficos como P-r-s-t ) se encuentra en cinco inscripciones que se refieren a un pueblo vecino, que generalmente se identifica con los filisteos, o con su tierra Filistea, a partir de alrededor del 1150 a. C. durante la Vigésima Dinastía de Egipto. La primera mención conocida a dicho territorio está en el templo de Medinet Habu, y se trata de una referencia a los Peleset entre los que lucharon contra Egipto durante el reinado de Ramsés III;por su parte, la última mención conocida es 300 años después, en la estatua de Padiiset . Los asirios llamaron a esta misma región "Palashtu/Palastu" o "Pilistu", a partir de Adad-nirari III en Nimrud Slab cerca del año 800 a. C. hasta un tratado de Esarhaddon más de un siglo después.  Ni las fuentes egipcias ni asirias proporcionan límites regionales claros para el término.
El término "Palestina" aparece por primera vez en el siglo V a. C. cuando el historiador griego Heródoto escribe sobre un "distrito de Siria, llamado Palaistine" y dice que se encuentra entre Fenicia y Egipto en Las Historias. Heródoto proporciona la primera referencia histórica, y denota claramente una región más amplia que la Filistea bíblica, ya que aplica el término tanto a las regiones costeras como al interior, como a las montañas de Judea y el valle del Rift del Jordán.     Otros escritores griegos posteriores, como Aristóteles, Polemón y Pausanias, también utilizaron este nombre; lo mismo sucedió con escritores romanos como Ovidio, Tibulo, Pomponio Mela, Plinio el Viejo, Dion Crisóstomo, Estacio, Plutarco, así como los escritores romanos de Judea Filón de Alejandría y Josefo. Hasta el presente no hay evidencia del nombre en ninguna moneda o inscripción helenística. 
A inicios del siglo II d. C. el nombre " Siria Palaestina"   le es dado a una provincia romana en la cual se incorpora a Judea y otros territorios, ya sea antes o después de la represión de la revuelta de Bar Kokhba, que aconteció en 135.     Más adelante, durante el período bizantino, cerca del año 390, dicha provincia imperial se reorganiza en Palaestina Prima, Palaestina Secunda  y Palaestina Salutaris.Luego de la conquista musulmana, la administración bizantina continua usando los topónimos en árabe, y Jund Filastin se convierte en uno de los distritos militares dentro de la provincia omeya y abasí de Bilad al-Sham.
El uso del nombre "Palestina" se vuelve común en el inglés moderno temprano,  dado que es usado en inglés y árabe durante el Mutasarrifato de Jerusalén. Desde principios del siglo XX en adelante, el término es ampliamente utilizado como forma de autoidentificación por los palestinos. En el siglo XX, el término es utilizado por los británicos para referirse a la "Palestina Mandataria", un territorio del antiguo Imperio Otomano que fue dividido en el Acuerdo Sykes-Picot y otorgado a Gran Bretaña a través del Mandato para Palestina en la Liga de Naciones. A partir de 2013, el término se utilizó oficialmente en el homónimo " Estado de Palestina". Ambos incorporaron regiones geográficas de la tierra comúnmente conocida como Palestina, en un nuevo estado cuyo territorio fue nombrado Palestina.